# Europäische Wassernattern
Natrix ist der wissenschaftliche Gattungsname der Europäischen Wassernattern oder Schwimmnattern. Diese Gattung besteht aus fünf Arten. Der bekannteste Vertreter in Mitteleuropa ist die Ringelnatter. Die mittelgroßen bis großen Schlangen dieser Gattung sind schlanke, wendige Tiere, die semiaquatisch leben.
Das Gattungskonzept gilt im Gegensatz zu den übergeordneten Taxa in der Wissenschaft als akzeptiert und stabil. Die vor 1960 in die Gattung eingeordneten Schlangen aus Asien, Amerika und Afrika sind in eigene Gattungen verschoben worden.

## Merkmale
Die Schlangen der Gattung Natrix werden zwischen einem und zwei Meter lang. Die Pupillen sind, typisch für Nattern, rund. Die Schuppen auf der Oberseite des Körpers sind deutlich gekielt. An der Körpermitte haben sie 19 bis 21 Rückenschuppenreihen (Dorsalia). Den Schuppen hinter dem Auge (Postokulare) schließt sich genau eine Temporale an. Die Bauchschuppen sind ungekielt. Die Analschuppe ist geteilt.

## Verbreitung
Sie kommen ausschließlich in der Paläarktis vor, das Verbreitungsgebiet der Gattung erstreckt sich von Marokko und Iran im Süden bis in die Mongolei im Osten über Finnland und Großbritannien im Norden, wobei die Ringelnatter das größte Verbreitungsgebiet besitzt.

## Lebensweise
Ihre Nahrung besteht aus Nagetieren, Froschlurchen und Fischen. Dem Menschen können sie nicht gefährlich werden.

## Innere Systematik
Zur Gattung Natrix zählen 5 Arten:
- die Iberische Ringelnatter (Natrix astreptophora (Seoane, 1885)),[9]
- die Barren-Ringelnatter (Natrix helvetica (Lacépède, 1789)),[10]
- die Ringelnatter (Natrix natrix (Linnaeus, 1758)),
- die Vipernatter (Natrix maura (Linnaeus, 1758)),
- die Würfelnatter (Natrix tesselata (Laurenti, 1768)).

Der wissenschaftliche Gattungsname Natrix ist das lateinische Wort für Schwimmerin.

## Äußere Systematik
Die Gattung Natrix gehört der Unterfamilie der Wassernattern Natricinae an. Damit steht die Gattung in einer Unterfamilie, in der Schlangen aus aller Welt aufgelistet sind. Zum Beispiel gehören die aus Nord- und Mittelamerika stammenden Strumpfbandnattern den Natricinae an, wie auch afrikanische und asiatische Schwimmnattern. Die Familie der Nattern (Colubridae), in welche die Wassernattern gehören, wird als paraphyletische Gruppe angesehen, was bedeutet, dass nicht alle der Schlangen, die unter Nattern gelistet sind, miteinander verwandt sein müssen. Die Systematik dieser höheren Schlangentaxa ist noch Gegenstand wissenschaftlicher Diskussion.